# Six Moments Musicaux (Rajmáninov)

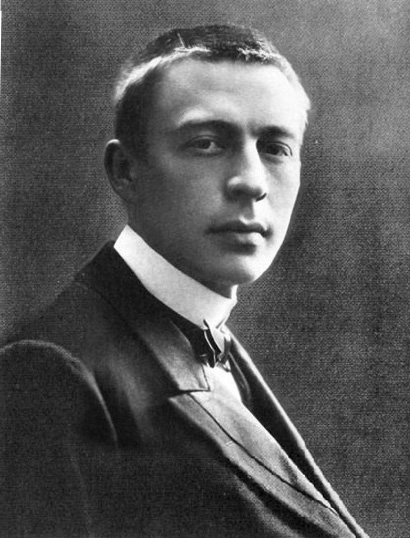
Rajmáninov en 1892.

Six Moments Musicaux (título en francés; en español: Seis momentos musicales; en ruso: Шесть Музыка́льных Моме́нтов, Shest muzykálnyj moméntov), Op. 16, es una serie de piezas para piano solista compuestas por el compositor ruso Serguéi Rajmáninov entre octubre y diciembre de 1896. Los Moments musicaux constan de un grupo de seis obras separadas que reproducen formas musicales características de periodos musicales anteriores. Las formas que aparecen en la obra de Rajmáninov son el nocturno, la canción sin palabras, la barcarola, un virtuoso estudio y el tema con variaciones.
Las piezas consideradas individualmente han sido descritas como «verdaderas piezas de concierto, siendo más apreciadas en el escenario con un piano de cola». A pesar de ser compuestas como parte de una serie, cada pieza puede ser interpretada individualmente como un solo de concierto con sus propios temas y ambientes. Abarcan una amplia variedad de temas desde una sombría marcha fúnebre presente en el número tres al majestuoso canon del número seis, los Moments Musicaux constituyen tanto una revolución en el género como una vuelta a la composición para piano solo de Rajmáninov. Una interpretación habitual suele durar unos treinta minutos.
En una entrevista que tuvo lugar en 1941, Rajmáninov afirmó, «lo que intento hacer, al transcribir mi música, es decir de manera directa y simple lo que mi corazón siente al componer». A pesar de haber compuesto los Moments Musicaux por encontrarse en apuros económicos, las piezas resumen su saber en la composición para piano hasta el momento. El Andantino empieza la serie con una larga y reflexiva melodía que se desarrolla hasta alcanzar un rápido clímax. La segunda pieza, el Allegretto, es la primera de las pocas de la serie que revelan su maestría en la técnica pianística. El Andante Cantabile es un contraste entre las dos piezas que la rodean, explícitamente denominadas marcha fúnebre y lamento. El Presto obtiene su inspiración de varias fuentes, entre las que se encuentran los Preludios de Frédéric Chopin, sintetizadas en una explosión de intensidad melódica. La quinta pieza de la serie, denominada Adagio sostenuto, es un respiro en forma de barcarola, antes del final Maestoso, que concluye la serie con una gruesa textura en tres partes. En Six Musical Moments, Rajmáninov ilustra completamente, en sus propias palabras, «lo que mi corazón siente».

## Orígenes
Hacia el otoño de 1896, el estado financiero de Rajmáninov era precario, agravado por un robo que sufrió en un viaje en tren realizado con anterioridad. Presionado durante un largo tiempo, tanto por la falta de recursos económicos como por aquellos que esperaban la conclusión de su primera sinfonía, «se apresuró a producir». El 7 de diciembre le escribió a Aleksandr Zatayévich, un compositor ruso que conoció antes de componer la obra, diciéndole, «Me apresuro para obtener el dinero que necesito para una fecha en concreto... Esta presión financiera perpetua es, por un lado, bastante beneficiosa... para el día 20 de este mes tengo que haber acabado seis piezas para piano». Rajmáninov completó las seis entre octubre y diciembre de 1896 y fueron todas dedicadas a Zatayevich. A pesar de las duras condiciones, la obra muestra clara evidencia de su temprano virtuosismo y establece un ejemplo de la calidad que tendrán sus obras futuras.
Six Moments Musicaux es una sofisticada obra que cuenta con una gran duración, gruesas texturas y elevadas exigencias técnicas para el intérprete que en cualquiera de sus piezas anteriores para piano solo. Es similar al memorable Estudio en re sostenido menor (Op. 8, n.º 12) de Aleksandr Skriabin —en ambas obras, el detalle es más funcional que ornamental en su argumentación musical—. Es aquí, más que en Morceaux de Fantaisie (Op. 2, 1892) o Morceaux de Salon (Op. 10, 1894), donde Rajmáninov plasma las específicas cualidades de su manera de tocar en su música. Los números tres y cinco poseen un apasionado lirismo, pero las demás requieren un pianista con una técnica virtuosa y una gran percepción musical. Estas piezas fueron compuestas hacia la mitad de la carrera de Rajmáninov y creó una fundación de voces centrales que elaboraría en sus Preludios, Op. 23 y Études Tableaux, Op. 33. Aunque el propio compositor solía estrenar sus propias obras, no fue el primero en interpretar estas y la fecha del estreno no ha sido determinada todavía.
El nombre de la serie está inspirado en el ciclo para piano de Franz Schubert, también llamado Six Moments Musicaux (Op. 94, 1828), que por supuesto están escritos en una escala mucho más íntima.

## Composición

### Andantinoensibemol menor

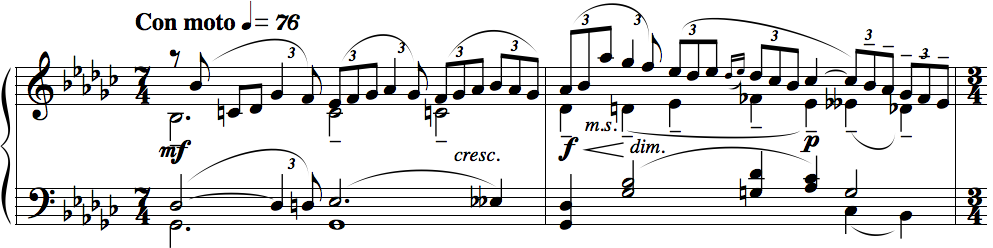
En el Andantino, el con moto muestra una larga melodía en métrica compuesta (7/4).

La primera pieza tiene un tempo andantino (moderado), cuenta con una duración de 113 compases y está marcada como 72 corcheas por minuto. Está dividida en tres secciones distintas. La primera presenta un tema en compás de 4/4 con una melodía en estilo nocturno en la mano izquierda. Una pausa a mitad en aproximadamente el mismo lugar que en el primer Moments Musicaux de Schubert, muestra la influencia que tuvo este compositor en la obra. La segunda parte está marcada con moto (con movimiento), a 76 corcheas por minuto, y es una variación del primer tema en una inusual configuración de siete negras por compás (7/4). Esta parte finaliza con una cadenza. La tercera sección introduce la última variación del tema, también en 4/4, pero más rápido, un Andantino con moto a 84 corcheas por minuto. La pieza acaba con una coda que vuelve al primer tempo y repite porciones de las anteriores tres partes. Acaba con una cadencia auténtica perfecta en la tonalidad de si bemol menor.
El Andantino es la pieza de mayor duración de la serie con un tiempo aproximado de interpretación de ocho minutos y medio. Es descrita como un híbrido genérico, combinando elementos de los géneros nocturno y del tema con variaciones. La melodía es cromática, sincopada y larga, elementos idiosincráticos que Rajmáninov a menudo incluye en sus obras. Debido a esto, el Andantino se considera como una extensión de su Nocturno en la menor de la serie de Morceaux de Salon (Op. 10, n.º 1, 1894). Sin embargo, el Andantino puede considerarse como una pieza autónoma con sus propias dificultadas, como las secciones con múltiples fraseos en una sola mano.

### Allegrettoenmibemol menor

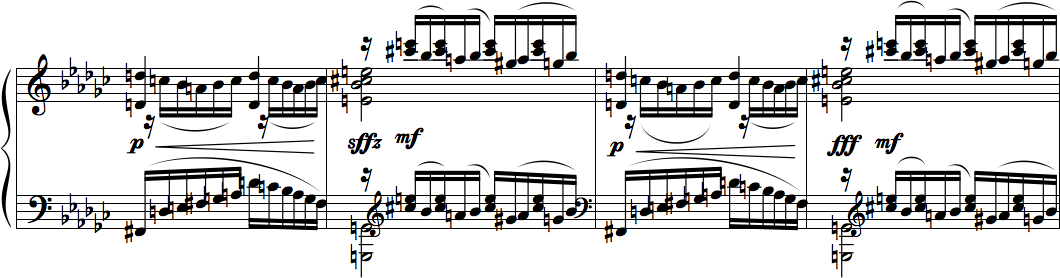
En la sección segunda del Allegretto, la dinámica cambia tan a menudo que se convierten en una de las mayores dificultades de la pieza.

La segunda pieza, denominada como una «pieza brillante y fundamental», marca un contraste con la melodía lírica y atmosférica de la primera pieza. La pieza está en el rápido tempo allegretto (rápidamente), a 92 corcheas por minuto. Tiene 131 compases de duración, siendo la que más tiene de todas las piezas, pero es la segunda más corta al ser tocada, normalmente no dura más de tres minutos y medio (la más corta es la número cuatro). Esta pieza representa un típico estudio del Romanticismo musical, con un estilo parecido a los Estudios (Op. 10 y Op. 25) de Frédéric Chopin, con una melodía dispersa entre rápidas figuras de seisillos. Está escrita en una forma ternaria estricta con coda: secciones idénticas de inicio y final empezando en los compases 1 y 85 y una sección central contrastante que comienza en el compás 45. La segunda sección cambia radicalmente de dinámica, constantemente yendo de piano a fortissimo e incluso sforzando. Conforma, durante toda la obra, un torrente sin fin de semitonos descendientes y un motivo en la mano que cae como una cascada recordando al Estudio Revolucionario (Op. 10, n.º 12, 1831) de Chopin. La pieza termina con una lenta coda en adagio (con facilidad) que finaliza con una cadencia auténtica perfecta en mi bemol mayor.
Rajmáninov revisó esta pieza en marzo de 1940, cambiando la melodía, pero dejando los continuos seisillos, demostrando que este motivo apresurado no es una simple bravura o muestra de virtuosismo.

### Andante Cantabileensimenor

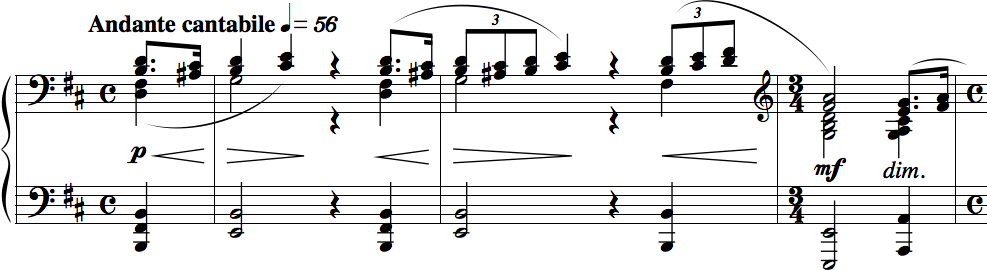
Todo el Andante Cantabile tiene melodías graves, oscuras y gruesas que recuerdan a una marcha fúnebre.

De nuevo, la siguiente pieza difiere drásticamente de las anteriores: los continuos cambios en la número dos son mitigados con la tercera pieza de la serie, una «introspectiva rêverie [ensueño]». Tomando la descripción anterior de género híbrido, esta pieza es descrita como una mezcla entre los géneros de la canción sin palabras y la marcha fúnebre, para crear la pieza de carácter más ruso del conjunto, contando con un bajo sonoro y una melodía sólida, características de la música rusa.
Con tan sólo 55 compases, esta pieza es una de las más cortas pero tiene una de las mayores duraciones de la serie con unos siete minutos. La pieza se estructura como una forma a tres partes. El tema de la primera sección está tocado enteramente en terceras menores, acompañado por la mano izquierda que toca quintas justas y octava. La sección central tiene una melodía en sextas menores, así como un bajo con octavas en staccato. El lamento del primer tema se transforma en una explícita marcha fúnebre al hacerse las octavas de la mano izquierda más regulares.

### Prestoenmimenor

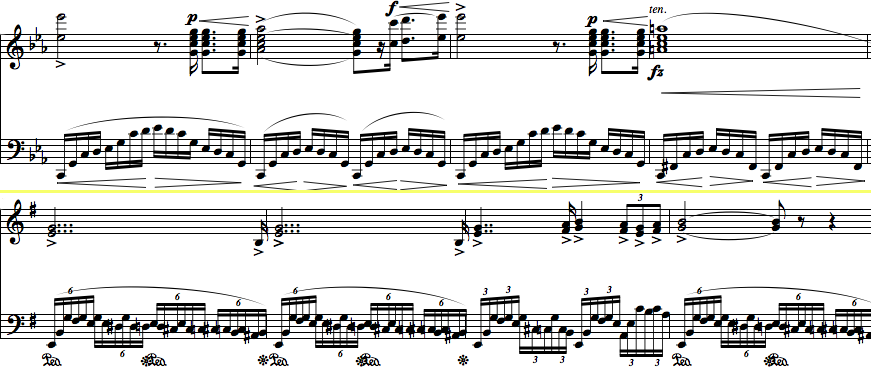
Estudio Revolucionario (Chopin, arriba) tiene semejanzas con el Presto en la línea de la mano izquierda y la mínima melodía.

La cuarta pieza es similar a la segunda en la calidad de su interpretación. La cuarta pieza muestra semejanzas con el Estudio Revolucionario de Chopin en la exigente mano izquierda a lo largo de la obra. Además parece, suena y se siente como si fuera una improvisación sobre el Preludio en sol mayor (Op. 28, n.º 3) de Chopin. La pieza cuenta con 67 compases de largo, con una duración de unos tres minutos y tiene el tempo más rápido del resto de piezas, un Presto (rápido) a 104 corcheas por minuto; por tanto es la pieza más corta en términos de duración.

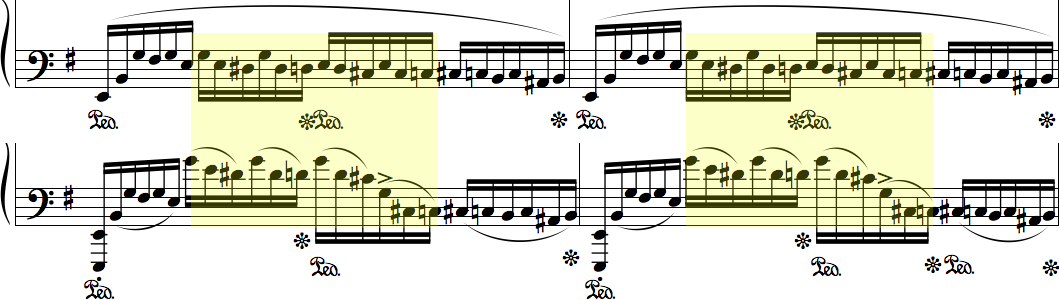
La mano izquierda en el comienzo del Presto (arriba) y la tercera sección del Più vivo. El «desplazamiento de registros» (resaltado) altera algunas notas del mismo motivo para aumentar la tensión.

El Presto está escrito en forma ternaria con una coda. La pieza comienza con una introducción en fortissimo con una gruesa textura en la mano izquierda que consiste en seisillos cromáticos. La melodía es una idea «creciente, casi militar», intercalada entre réplicas del motivo de la mano izquierda, siendo la melodía de dos notas el elemento unificador más fuerte. La sección central es un breve periodo de figuras que caen en pianississimo en la mano derecha y escalas ascendentes en la izquierda. La tercera sección está marcada como Più vivo (más vivo) y se toca incluso más rápido que la introducción, a 112 corcheas por minuto. Llegados a este punto la pieza se desarrolla en una textura muy densa, con el motivo original de la mano izquierda interpretado por ambas manos en distintos registros. La técnica de cambiar rápidamente de octava en la cual la melodía se interpreta, a veces llamado «desplazamiento registral», se emplea para presentar el motivo en una forma más dramática que incrementa la intensidad hacia el final. El final, una coda en Prestissimo (muy rápido), 116 corcheas por minuto, es una última y amplia reiteración del tema que cierra con un acorde en mi menor, que muestra la obsesión de Rajmáninov con los sonidos de campanas, que tendrán un papel destacado en su Concierto para piano n.º 2 y Preludio en do sostenido menor (Op. 3, n.º 2).
La pieza constituye un auténtico tour de force en resistencia y precisión: la introducción empieza con el motivo de la mano izquierda que requiere abarcar un intervalo de décima. Además, los intervalos de octava aparecen justo antes de las series de rápidos seisillos, requiriendo movimientos de manos y muñecas veloces. Las melodías dobles que Rajmáninov emplea en esta obra están con el motivo que «mantiene con ambas manos ocupadas», oscureciendo la melodía y haciendo difícil la proyección de la mano derecha. Es la única pieza de la serie que tiene indicaciones de pedal de resonancia.

### Adagio sostenutoenrebemol mayor

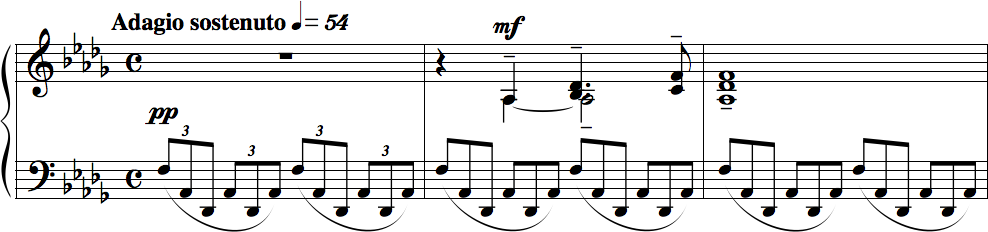
La mano izquierda interpreta las mismas figuras a lo largo del Adagio sostenuto.

Tras las torrenciales escalas del número cuatro aparece la quinta pieza, comparado en una tesis doctoral como un pasaje de la Biblia (I Reyes 19:12), que dice, «Y después del fuego vino un suave murmullo». Esto es una referencia directa a la posición de la obra entre dos piezas con «increíbles fuegos artificiales», como la figurativa calma antes y después de la tormenta. La pieza sigue la forma musical de la barcarola, una canción popular con un acompañamiento rítmico en tresillos. Tiene una duración aproximada de cinco minutos y cuenta con 53 compases de largo, la más corta en cuestión de compases. Está marcada como adagio sostenuto (sostenido con facilidad) a 54 corcheas por minuto, con una simple melodía presentada en forma ternaria.
Desprovista de cualquier motivo prodigioso o escalas difíciles, la pieza muestra la capacidad de Rajmáninov para el lirismo musical. Aunque la pieza pueda parece simple, el ambiente debe sostenerse tocando los tresillos de la mano izquierda de manera comedida pero dinámica. La melodía, una textura acordal con frecuentes retardos, crean una tarea difícil al hacer las voces y dedicar el adecuado énfasis en las notas correctas. Su línea melódica relativamente corta choca con el estilo de Rajmáninov de melodías largas, proporcionando poco tiempo para realizar el fraseo.

### Maestosoendomayor

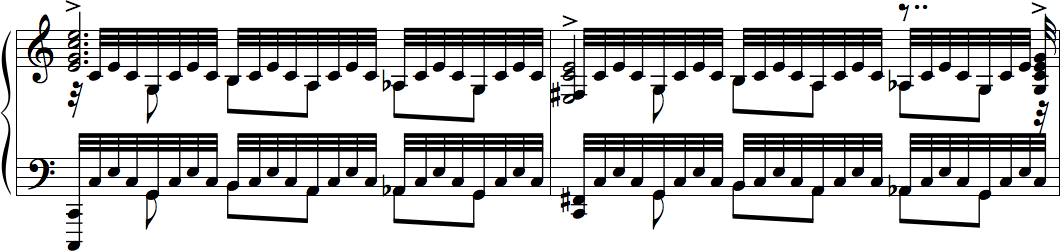
La última pieza, Maestoso, está llena de gruesas texturas, complicando la "retadora melodía acordal".

La última pieza de la serie, la número seis, es una obra típica del siglo XIX y ha sido descrita como «apoteosis o fin de la lucha». La pieza fue resumida como:

La última pieza o movimiento del ciclo es virtuosa y brillante, empleando todas las dinámicas y sonoridades disponibles en el piano, llevando la serie de piezas a una gloriosa conclusión.
Robin Hancock. Boston University, 1992

Esta obra "tempestuosa y agitada" contiene un «tema principal lleno de triples puntillos y sólo en la breve sección central hay un poco de luz [que ilumina] la tormenta antes de que vuelvan los truenos en fortississimo y finalmente predominan». A pesar de la imagen oscura presentada para describir la pieza, la obra está en do mayor y el resultado es más alegre que oscuro, pero no tan triunfal como el Maestoso lo haría sonar.
Al igual que la segunda y cuarta piezas, el número seis está escrito en forma de estudio, con una melodía acordal repetitiva pero muy exigente técnicamente que se dobla en ambas manos. En conjunto, la obra tiene tres elementos distintos interpretados simultáneamente: la melodía principal, el continuo conjunto de fusas que tocan acordes arpegiados y el motivo descendente de corcheas. La dinámica tiene un papel importante en esta pieza: el fortissimo marcado al principio se mantiene durante toda la primera sección, con algunos breves respiros en mezzoforte. La sección central es más suave y contiene dos áreas con considerable tensión, creando el antes mencionado «efecto apoteósico» con dramáticas «falsas entradas». Aquí, Rajmáninov, manipula el tema contrapuntualmente para desarrollar un efecto de canon. Este «triple contrapunto... es titánico tanto en tamaño como impacto y potencialmente pensado para el desastre», con referencias a la tensión, que aguarda para el clímax final, en esta «continua explosión». Inmediatamente después de la coda, la gruesa textura y el canon desaparecen de repente y la pieza se vuelve piano. Antes de llegar a la coda, la obra vuelve con el tema en forte y se amalgama para llegar a una majestuoso final tocado fortississimo.
El Maestoso es una de las piezas más difíciles de la serie. Son necesarias resistencia y fuerza para mantener un sonido con completa resonancia, mientras que las continuas fusas pueden resultar agotadoras para el pianista. Lograr un tempo consistente es un problema para esta pieza, dado que la melodía está intercalada entre otros dos elementos. Además la dinámica, la mayor parte del tiempo en fuerte o muy fuerte, indica que es necesaria una precisa visión del volumen relativo. Mantener esta precisión al mismo tiempo que se tratan otros elementos de la pieza presentando una interpretación con solidez musical sigue siendo el desafío final.

## Recepción
Los Six Moments Musicaux fueron bien recibidos por los críticos. Mientras componía su primera sinfonía, Rajmáninov no tenía tiempo para componer obras para piano solo y los Moments son considerados como su vuelta a la composición de madurez. Aunque son revolucionarias y grandilocuentes en estilo, retienen el carisma de sus primeras obras, tal y como menciona la pianista Elizabeth Wolff: «Comparten las características de sus primeras obra, densas, ricas en contrapunto, altamente cromáticas, de estilo nacionalista conmovedor, de sentimientos profundos y, por supuesto, excepcionalmente difíciles para el pianista». Interpretaciones posteriores de la obra revelarían que Rajmáninov había escondido un ritmo sutil y vitalidad que emergían de las largas frases melódicas, llevando más allá su aclamación como una música asombrosamente compleja. Los Moments van más lejos al «confirmar lo que es inexplicablemente inherente al genio», con «exquisitas melodías, maravillosos cambios cromáticos, 'milagrosamente breves'», así como manteniendo «un sentido de contraste y variedad que permita a cada miniatura ser una obra por su propio mérito al igual que complementar la obra en ambos sentidos». Aunque se desconoce si las consecuencias financieras de la obra le permitieron recuperar el dinero robado, la reacción emocional sería pronto olvidada durante los siguientes años por el catastrófico estreno en 1897 de su trabajo de dos años enteros: la Sinfonía n.º 1 (Op. 13, 1895).